# 루이스 페드루 카반다
루이스 페드루 카반다(포르투갈어: Luis Pedro Cavanda, 1991년 1월 2일 ~ )는 현재 스위스 챌린지리그의 뇌샤텔 크사막스에서 뛰는 앙골라 태생의 벨기에 축구 선수다.